# Phraates II
Phraates II of Farhad II was koning van de Parthen van 138 v.Chr. tot 128 v.Chr..
Toen Phraates zijn vader Mithridates I de Grote opvolgde, was hij nog jong. Daarom trad zijn moeder Ri-'nu op als co-regentes. Phraates' jonge leeftijd wordt bevestigd door de korte baardlengte waarmee hij op zijn munten wordt afgebeeld.
In 130 v.Chr. trok de Seleucidische koning Antiochus VII Euergetes Sidetes ten strijde tegen Phraates om de gebieden te heroveren die Mithridates de Seleuciden had afgenomen. Na drie veldslagen moest Phraates in Antiochus zijn meerdere erkennen en delen van Parthië afstaan. In het voorjaar van 129 v.Chr. trok Antiochus zijn troepen samen in Ekbatana met de bedoeling Phraates opnieuw een slag toe te brengen. Mede door toedoen van de bevolking ter plaatse, liep de veldtocht uit op een nederlaag voor Antiochus. Phraates nam Antiochus' zoon Seleucus gevangen. Antiochus zelf kwam om, vermoedelijk doordat hij zelfmoord pleegde.
Ondertussen werd Phraates ook in het oosten aangevallen door de Tocharen, een aan de Indiërs en Skythen verwante stam, die ook Bactrië reeds had ingenomen. Hij liet Himerus achter om het rijk te besturen, maar deze joeg door tiranniek optreden Babylonië tegen zich in het harnas. In 128 v.Chr. werd Phraates gedood door Griekse hulptroepen die gedwongen meevochten in het Parthische leger, maar die erg slecht behandeld werden. Na een twee jaar durende strijd om de opvolging werd Phraates opgevolgd door zijn oom Artabanus I.